# 聯合循道會
美國聯合衛理公會 （United Methodist Church，UMC），循道宗教會之一，教會體制採修訂過的主教制（連結主義），是美國主流新教（Oldline Protestant）的教會之一，也是美國最大型的循道宗教會。2014年，教會有3,668,034人受洗的教友 。
UMC的神學觀源自衛斯理主義的復興運動，採阿民念主義的立場，並著重受到聖靈感動的經驗，接受信仰要道、認信文、衛理會組織章程，以及約翰·衛斯理的佈道集和他對新約的解釋筆記。這些教義準則受其憲章的保護，而幾乎不可更動。
按照循道宗解釋教義和律法的紀律書描述，衛理會的神學是「普世的、福音的，以及改革的」（catholic, evangelical, and reformed）。按照衛斯理神學四支柱，UMC的神學強調理性、基督教傳統、（重生）經驗共同對聖經的詮釋作用。
UMC參與普世教會協會以及世界循道衛理宗協會，並和美國福音路德教會達成共融。此外，UMC尋求成為世界福音聯盟觀察員的機會。
在2006年，世界循道衛理宗協會投票決定採納《關於稱義教義的聯合聲明》，該聯合聲明由世界信義宗聯會和羅馬天主教會在1999年發表，宣稱雙方教會對「通過對基督的信念，憑藉神的恩典稱義」這一觀點的一致。
美國聯合衛理公會幾乎每一州設立一年議會甚至多個年議會，每個年議會由會督主持。總議會四年舉行一次會議，由會督團主持（會督團遴選一位擔任主席）

## 歷史
衛理會原為聖公會內的一派，後逐漸獨立。美國獨立後，美國衛斯理宗脫離聖公會而組成獨立的教會。其後教會分裂為美以美會、監理會、美普會、循理會和聖教會等。於1939年，美以美會、監理會和美普會合併成美國衛理公會。
聯合衞理公會成立於1968年，由美國衞理公會和福音同寅會合併而成。現在聯合衞理教會是世界最大的循道宗教會，全世界有教友約1,210萬人。